# Notarkammer
Eine Notarkammer ist eine Körperschaft oder Assoziation, in der die Notare organisiert sind und/oder die deren Interessen vertritt. Sie ist eine Berufskammer.
In der Bundesrepublik Deutschland sind die Notarkammern als Körperschaften des öffentlichen Rechts organisiert, der die im Bereich der Notarkammer ansässigen Notare kraft Gesetzes angehören. Insgesamt gibt es im Bundesgebiet 21 Notarkammern, die jeweils für ein bestimmtes Gebiet, meist ein Land, zuständig sind. Bundesweit sind ca. 7150 Notare in den Notarkammern organisiert. Alle regionalen Notarkammern wiederum sind Mitglieder in der Bundesnotarkammer, die ebenfalls eine Körperschaft des Öffentlichen Rechts ist. 
Als Körperschaft des Öffentlichen Rechts hat jede Notarkammer öffentlich-rechtliche Befugnisse, etwa im Bereich der Bestellung von Notaren oder im Hinblick auf disziplinarrechtliche Maßnahmen. Dabei arbeiten sie eng mit den jeweiligen Justizverwaltungen des Landes zusammen. Daneben fungieren die Notarkammern auch als berufsständische Interessenvertretungen.

## Notarkammern
Es bestehen folgende Notarkammern in Deutschland:
| - Bundesnotarkammer in Berlin (Außenstellen in Köln und Brüssel) - Notarkammer Baden-Württemberg in Stuttgart - Landesnotarkammer Bayern in München - Notarkammer Berlin in Berlin - Notarkammer Brandenburg in Potsdam - Notarkammer Braunschweig für den Bezirk des OLG Braunschweig - Bremer Notarkammer in Bremen - Notarkammer Celle in Celle für den Bezirk des OLG Celle - Notarkammer Frankfurt am Main in Frankfurt am Main - Hamburgische Notarkammer in Hamburg - Notarkammer Kassel in Kassel | - Notarkammer Koblenz in Koblenz für den Bezirk des OLG Koblenz - Notarkammer Mecklenburg-Vorpommern in Schwerin - Notarkammer Oldenburg in Oldenburg für den Bezirk des OLG Oldenburg - Notarkammer Pfalz in Germersheim für den Bezirk des Pfälzischen OLG - Rheinische Notarkammer in Köln für die Bezirke des OLG Düsseldorf und des OLG Köln - Saarländische Notarkammer in Homburg - Notarkammer Sachsen in Dresden - Notarkammer Sachsen-Anhalt in Magdeburg - Schleswig-Holsteinische Notarkammer in Schleswig - Notarkammer Thüringen in Erfurt - Westfälische Notarkammer in Hamm für den Bezirk des OLG Hamm |